# Les Jardins-de-Napierville
Les Jardins-de-Napierville – regionalna gmina hrabstwa (MRC) w regionie administracyjnym Montérégie prowincji Quebec, w Kanadzie. Stolicą jest miasto Napierville. Składa się z 11 gmin: 1 miasta, 2 wsi, 7 parafii i 1 kantonu.
Les Jardins-de-Napierville ma 26 234 mieszkańców. Język francuski jest językiem ojczystym dla 90,2%, angielski dla 6,5%, hiszpański dla 1,4% mieszkańców (2011).